# Macrohomotoma sandakana
Macrohomotoma sandakana är en insektsart som beskrevs av Crawford 1925. Macrohomotoma sandakana ingår i släktet Macrohomotoma och familjen Homotomidae. Inga underarter finns listade i Catalogue of Life.